# Manuel Roxas
Manuel Roxas (1. januar 1892 – 15. april 1948) var Filippinernes præsident i 1946-48.

## Liv
Roxas blev født i byen Capiz, der senere blev omdøbt Roxas City i hans ære.
Han studerede i University of Manila og blev uddannet som sagfører. Han blev valgt til Repræsentanternes hus i 1921. Han var finansminister i 1938-41. Han blev præsident i 1946, lige før Filippinerne blev uafhængige på 4. juli 1946.
Han døde af et hjerteanfald.
1. ↑  Navnet er anført på engelsk og stammer fra Wikidata hvor navnet endnu ikke findes på dansk.